# Anaka colorata
Anaka colorata är en insektsart som beskrevs av Irena Dworakowska och Chandrasekhara A. Viraktamath 1975. Anaka colorata ingår i släktet Anaka och familjen dvärgstritar. Inga underarter finns listade i Catalogue of Life.